# Gare de Sagdalen
La gare de Sagdalen est une halte ferroviaire norvégienne de la ligne Hovedbanen à l'usage exclusif du trafic local.

## Situation ferroviaire
Elle se situe à 19,05 km d'Oslo et à 108,4 mètres d'altitude.

## Histoire
La halte a été inaugurée le 12 juillet 1938. Elle a toujours eu le statut de halte ferroviaire.

## Service des voyageurs

### Accueil
La halte n'a qu'un parking couvert pour les vélos et des aubettes sur les quais.

### Desserte
La gare est desservie par la ligne de train locale reliant Spikkestad à Lillestrøm.

### Intermodalités
Un arrêt de bus se trouve à proximité de la halte.